# آیوار کالا
آیوار کالا (استونیایی: Aivar Kala؛ زادهٔ ۱۶ دسامبر ۱۹۵۷) سیاستمدار و نماینده سابق مجلس اهل استونی است.